# Amarcord
Az Amarcord 1973-ban készült színes, olasz–francia film. A cím az olasz „io mi ricordo” (jelentése: emlékezem) romagnai tájnyelvi változata (a m’arcord), a forgatókönyvíró Tonino Guerra egyik verséből származik. Ő maga a Cora nevű gyomorkeserű rendelésekor ezzel egybehangzó – L'amaro Cora hangsor a forrása. Noha Federico Fellini világsikerű alkotását önéletrajzi jellegű műnek tartják, a rendező kitartóan tagadta, hogy valóban saját fiatalkori élményei ihlették. A forgatás 1973 januárja és júniusa között zajlott.

## A cselekmény
|  | Alább a cselekmény részletei következnek! |

Az iskolában újabb csíny készül

Ninola a télbúcsúztatóra megy (középen: Magali Noël)

Riminibe megérkeznek a nyárfapelyhek, a tél vége jeleként. A városka lakói este télbúcsúztatóra gyűlnek össze, melynek fénypontjaként óriási kiszemáglyát gyújtanak. A kamaszfiú, Titta lelkesedésében a családi bútorzat egyik székét is a tűzre vetné, ha bősz atyja meg nem gátolná ebben. Titta egyébként igazi lókötő, aki társaival együtt egyik csínytevést a másik után követi el az iskolában és azon kívül is. Egy családi ebédnél kitör a botrány, amikor váratlanul beállít Biondi lovag, akinek a kalapját előző este Titta és barátai levizelték a mozi erkélyéről. A fiúkat a csibészkedésnél csak egyvalami érdekli jobban: a nők. Titta gyónáskor elhallgatja a pap elől élete számos momemtumát, hogy őt bizony a dús keblű trafikosnő éppúgy felizgatja, mint a tigrisre emlékeztető számtantanárnő, vagy a körmenetről hazafelé tartó asszonyok csábosan domborodó tompora a biciklinyergen. Persze a legszebb ábránd a csinos fodrásznő, Ninola – vagy ahogyan mindenki szólítja: „Vegye-vigye” –, akit egyszer a moziban próbált megkörnyékezni, amint a hölgy éppen elmerülten és a nézőtéren teljesen egyedül filmet nézett, de a dolog nem jött össze. A fiúk néha egy garázsban álló automobilba ülve könnyítenek magukon. A szerelmi élvezetek helyett holmi fasiszta nagygyűléseken kellett részt venniük, ahol Titta kövér barátja például azt képzeli, hogy egyenesen Mussolini óriási feje házasítja össze őt bájos osztálytársnőjével, aki persze valójában rá se hederít. Titta apját (a módos pallért) a mama nem engedi el a nagygyűlésre, nehogy botrány legyen a dologból, hiszen a köpcös férfi megveti a „kákabélű” fasisztákat. De aztán valaki mégis feljelenti, amiért egyszer azt találta mondani, hogy „Ha Mussolini így folytatja, hát én nem tudom (mi lesz)”. A pártirodán a feketeingesek ricinusolajat diktálnak bele a dicső fasiszta jövő tiszteletére. Rimini egyik fő nevezetessége a Grand Hotel, vagy ahogyan a városlakók nevezik: az Öreg Hölgy. Itt esett meg Ninola kalandja is a herceggel, akinek a csinos fodrászlányt szemelte ki a polgármester arra, hogy szórakoztassa. A város első polgára szállította Ninolát a Grand Hotelbe. Az autóban arra figyelmeztette, hogy ne felejtse el a város érdekeit szóba hozni a kegyelmes úr előtt. A megtiszteltetéstől meghatódott Ninola csábos mozdulatokkal vált meg ruhadarabjaitól a herceg előtt, és csupán annyit volt képes elrebegni: „Mindenem az öné! Vegye-vigye.” (– Gradisca! a. m. – Méltóztassék!) Innen ered a beceneve is. A Grand Hotelben szállt meg egyszer egy vén sejk a háremével: a tökmagárus azt mesélte, hogy egy éjszaka a hölgyek lepedőkből összecsomózott hágcsót dobtak le neki, s ő persze nem hagyta ki a 30(!) lehetőséget. A szálloda a terepe az öregedő asszonyokra vadászó dzsigolóknak is, akik pénzért a szerelem illúzióját nyújtják alkalmi partnereiknek. Titta persze be se teheti a lábát a szállodába, de ő is részt vesz azon a családi kiránduláson, amelyre magukkal viszik a dilis nagybácsit (apja öccsét) az elmegyógyintézetből. Az egyébként ártalmatlan férfi egy óvatlan pillanatban felmászik egy nagy fára, és onnan azt kiabálja rendületlenül: „Nőt akarok! Nőt akarok!” Csak a mentőautón helyszínre érkező, apró termetű ápolónővér tudja leparancsolni onnan. Ennél is nagyobb mulatság, amikor egy napon szinte az egész város kisebb-nagyobb csónakokon vízre száll, hogy megpillanthassák Mussolini büszkeségét, a Rex nevű óriási olasz luxushajót, amely éjfélkor arra halad el Amerika felé. A fiú számára az is elementáris élmény, amikor egy nap zárás után egy szál cigaretta vásárlása ürügyén bekéredzkedik a dohányboltba, ahol bravúroskodásból többször felemeli a mázsás trafikosnőt, de majd megszakad. A delnő váratlanul az izgatott kamasz szájához szorítja óriási pucér kebleit, hogy az majd' megfullad, s ugyanolyan váratlanul el is rejti őket, mintha mi sem történt volna. A kamasz egy szál ingyen cigarettát kap hőstettéért. Riminiben beköszönt a tél, és Titta anyukája kórházba kerül. Eleinte úgy tűnik, nincs komoly baja, de aztán mégiscsak örökre elalszik. Főhősünk teljesen kétségbe van esve, de az élet nem áll meg: a városka rövidesen lakodalmat ül. Másodvirágzása vége előtt Ninola megtalálja immár csökkentett álmai hercegét egy kopaszodó csendőraltisztben, s az emberek örömteli meghatódottsággal vesznek búcsút tőle, amikor újdonsült férje Topolinóján elköltözik. A vak harmonikás kegyetlenül szaggatja hangszerét, miközben a szél újra meghozza a nyárpelyheket…

## Valóság és fantázia

### Fiktív önéletrajz
A filmcím alapján minden nézőnek meggyőződése volt, hogy az Amarcord önéletrajzi mű, ám Fellini és monográfusai rendszeresen cáfolták ezt a közkeletű tévhitet. A rendező évekkel később így definiálta a művét:  „Az Amarcord bepillantás az emlékeimben élő világba”. Erre a bepillantásra már előző alkotása, a Fellini-Róma (1972) is lehetőséget adott, hiszen néhány motívuma, képsora valóságos előtanulmány az Amarcordhoz. Fellini azt nyilatkozta, hogy számára az az igazi Rimini, amit az emlékeiben őriz. Az emlékek persze nem mindig pontosak, de a Mester úgy érezte, sokkal valóságosabb számára az, amit fiatalkoráról a pontatlan emlékezetében őriz, mint az, amit ténylegesen megélt. Ezért nem is akart Riminiben forgatni, hanem szokásának megfelelően stúdióban vette fel a legtöbb jelenetet: Danilo Donati egy egész kisvárost épített fel a Cinecittàban, ám Fellini tagadta, hogy a nyilvánvaló hasonlóságok ellenére Riminiről lenne szó. Nem szerette volna, ha gyerekkorának még élő rimini szemtanúi esetleg magukra ismertek volna egyes szereplőkben, ezért is szándékosan eltúlozta a karaktereket, kiemelte a gyarlóságokat, nem létező jellemvonásokkal jellemezte a figurákat.

### Az időpont
Fellini „ködösítő” módszere abban is megnyilvánult, hogy nem határolta be a cselekmény pontos idejét. A filmbeli ügyvéd például egyszer ezt mondja: „Ezt a telet a nagy hó éveként fogjuk emlegetni”. Ez a megjegyzés egyértelműen 1929-re igaz, ám a Rex első útja és a filmben látható autóverseny, a Mille Miglia hetedik futama 1933-ra utal. 1935-öt valószínűsíti az egyik jelenetben elhangzó fasiszta induló, a Faccetta nera (Fekete arcocska), ami akkor, az etióp háború évében jött divatba. Egy másik jelenetben olyan filmplakát látható – a Ginger Rogers nevével fémjelzett Táncolj és szeress!  (Shall We Dance) című produkcióé –, ami viszont 1937-re utal, hiszen Rogers táncfilmjét akkor mutatták be.

### A forgatókönyvíró
Tonino Guerra Fellini földije és kortársa, tulajdonképpen az ő egyik verséből származik a film címe is. Fellinivel ellentétben Guerra gyakran és szívesen látogatott vissza a szülőföldjére. Valószínűleg Fellini éppen ezért kérte fel őt a forgatókönyv megírásában való részvételre, hiszen azokban az években egyébként Bernardino Zapponival dolgozott. Guerra nemcsak Fellini szülőföldjének gyermeke volt, hanem mellesleg akkoriban már elismert forgatókönyvíró is: Michelangelo Antonioni, a Taviani fivérek, Elio Petri, Francesco Rosi vagy Theo Angelopulosz filmjeiben való eredményes közreműködése miatt lényegében a legendás Cesare Zavattini utódjának számított. Guerra vidéken, Fellini városban élt, együttműködésük azonban az egymáson való élcelődés ellenére is harmonikus volt: erre figyelt fel Pier Paolo Pasolini, aki az Amarcord forgatókönyvéről írt kritikájában egyenesen azt észrevételezte, hogy a műnek az Asarcurdem (Emlékezünk) címet kellett volna adni, hiszen egyrészt Guerra és Fellini emlékei keverednek benne, másrészt a művészek magukat az olvasókat is bevonják az emlékezésbe.

### Ki kicsoda és mi micsoda?

Ninola esküvője

Tittára Fellini alteregójaként tekintettek a nézők, holott a nevet valójában a rendező gyerekkori barátja viselte. Egyébként az ügyvéddé lett férfi látta a filmet, és elámult azon, hogy a gyerekként gyakran náluk vendégeskedő Fellini milyen pontosan idézte fel a családi miliőt, a szóhasználatot, a konfliktusokat. Szerinte a hatás olyan, mintha a rendező annak idején magnetofonnal járkált volna közöttük, hiszen a szereplők néha pontosan ugyanazt mondják, ami évtizedekkel azelőtt a valóságban is elhangzott. Ügyvéd szereplő egyébként a filmben is van, tulajdonképpen őt is tekinthetjük Fellini alteregójának, hiszen ugyanúgy rajong a Grand Hotelért. Részben valós modellje volt Ninolának is, akivel a rendező a korszak érett nőideálját és az érzékiséget akarta szimbolizálni. Fellini gyakori vendég volt Rimini filmszínházában, a Fulgorban, ahol felfigyelt egy magányosan filmet néző, lefátyolozott hölgyre, aki szüntelenül dohányzott. Oly közel volt a fátyol az ajkaihoz, hogy Federico attól tartott, az álomnő egyszer felgyújtja saját magát. Szívesen megfogdosta volna a nőt, sőt barátainak azzal hencegett, hogy meg is tette, ám később beismerte, hogy ez nem volt igaz. Ez az emlék is bekerült a filmbe: Ninola az elmélyülten mozizó, dohányzó hölgy, de fátyol nélkül. A Fulgor más szempontból is meghatározó volt Fellini életében: gyakran elképzelte tengerparti lődörgéseinek eseményeit a mozi vásznán. A filmbeli Titta szülei bármennyire a valós Titta családjára emlékeztettek, mégis utalnak Fellini szüleire is, hiszen éppúgy fiatalon szöktek meg a szülői házból, és kötöttek házasságot, ami minden vihart kiállt, mint a rendező igazi szülei.

### A Rex és a fasizmus
A filmben feltűnik az olasz fasizmus büszkesége, a Rex nevű óriáshajó, amely egy éjszaka kivilágítva hajózik el a város közelében. A polgárok már délután csónakokba szállva várják a nagy találkozást a gigászi építménnyel. Az igazi Rex 1933 és 1935 között elnyerte a Kék Szalagot a hajók közötti gyorsasági versenyben. (Ezt próbálta annak idején a Titanic is megszerezni, de már első útján elsüllyedt.) A valódi hajó viszont egyetlenegyszer járt a romagnai partok közelében, ráadásul kivilágítatlanul. Az volt mellesleg az utolsó útja is: a Trieszti-öbölben bombatalálat érte, kifosztották és elsüllyedt. A filmben látható Rex modellje nem is az igazi hajó volt, hanem az a rajz, amelyet Winson McKay képregényrajzoló (Fellini egyik kedvence) készített a szintén tragikus sorsú Lusitania nevű óriáshajóról.
Az Amarcord a fasizálódás idején játszódik, ám Fellini másként ábrázolja a fasisztákat, mint például Luchino Visconti az Elátkozottakban (1969), Pasolini a Salò, avagy Szodoma 120 napjában (1975) vagy Bernardo Bertolucci a Huszadik században (1976). Az ő látlelete sem kevésbé találó, de inkább a szatirikus megközelítés jellemzi: nem is annyira a fasiszta tisztviselőket állítja pellengérre, mint inkább azokat a közállapotokat, melyekben ez az ideológia tért tudott nyerni. Fellini egyébként később azt állította, hogy sokakkal ellentétben ő sose kedvelte a Ducét, mindig unalmasnak találta, amikor őt látta a filmhíradókban.

### A színészek
Az apa szerepének eljátszásához Fellini először Nereo Rocco, bivalytermetű fociedzőre gondolt. Még az is eszébe jutott, hogy mi lenne, ha gyerekkori barátját, az igazi Tittát kérné fel, hogy játssza el az apját. Végül Armando Brancia személyében egy nagyszerű, de kevésbé ismert színészt választott. Az anya ízig-vérig az a típus, amilyet a nápolyi nők képviselnek, ezért Fellini a nápolyi Pupella Maggiót szerződtette, akinek beszédét a dialektális eltérés miatt szinkronizáltatta. Titta szerepét egy pályakezdő venetói színész, Bruno Zanin kapta. Ninola szerepére Fellini Sandra Milót képzelte el, aki fontos nőalakokat formált meg a Nyolc és fél (1963) és a Júlia és a szellemek (1965) című filmjeiben. Az elképzelés azonban nem vált valóra: Fellini később azt mondta, hogy Milo akkor már visszavonult, és ezért elutasította őt, más források szerint azonban a művésznő boldogan elvállalta volna a szerepet, de akkori férje ezt kerek-perec megtiltotta. Helyette a negyvenkét éves francia Magali Noëlt szerződtették, aki korábban szintén játszott már két Fellini-filmben: Édes élet (1960), Fellini-Satyricon (1969). Magali boldog volt az újabb közös munkától, minden rendezői instrukciónak eleget tett, egy később kivágott jelenetben még félmeztelenül is hajlandó volt a kamera elé állni.

## Magyar kritikai visszhang
„Az Amarcord pubertáskori emlékrevü. Az örömünnepek és csalódások filmje. Az előre és visszaforgatott álmoké. A meghamisítatlan valóságé. Egyetlen dallamtémára a variációk sokaságát dudorássza, a megszokott egyszeriségét, a közhelyek megismételhetetlenségét tálalja, sok színt, sok arcot, sok hangosságot, nagy olaszos színjátékokat és viharos perpatvarokat. […] Ha már most azt kell megmondanom, milyen film is végül az Amarcord, azt felelhetem: nem a legjobb műve Fellininek, nem is a legrosszabb. Több más filmjével mutat rokonságot, a 8 és féllel, a Cabiria éjszakáival, a Bohócokkal, a Rómával, de mindegyiktől mégis különböző. Egyedi élmény.”

(Sas György kritikája. In: Film Színház Muzsika, 1976/19, 1976. május 8., 12. oldal)
„…a címfejtésnél célravezetőbb egy másik jelképen eltöprengeni: ez a látszólag oly szelíd társadalomrajz, melyben még a fasiszták gonoszsága is kimerül abban, hogy kínzásképpen hashajtót itatnak a vallani nem akaró gyanúsítottakkal, hadd röhögjenek rajtuk otthon gyerekeik: ez a film az első olyan Fellini-mű, amelyben egyértelműen, világosan, félre nem magyarázhatóan, ha úgy tetszik: »direkt módon« jelen van egy munkásmozgalmi jelkép: az Internacionálé hangja, amint vékonyka kis hegedűhangon elcincogva pánikba kergeti az egész díszes fasiszta társaságot. […] Talán csak a Grand Hotel képsorai, soknejű sejkjével, talán csak az ilyen jelenetek hatnak üresebbnek, harsánynak, közönségesnek, bár éppen ezért tartozik ez is Rimini életéhez…”

(Nemeskürty István: Az elvarázsolt gyermekkor: Amarcord. In: A filmművészet nagykorúsága. Budapest, 1986, Magvető Kiadó, 338–344. oldal)

## Szereposztás
| Szerep                                  | Színész                  | Magyar hang      |
| --------------------------------------- | ------------------------ | ---------------- |
| Aurelio Biondi, Titta apja              | Armando Brancia          | Szabó Ottó       |
| Miranda Biondi, Titta anyja             | Pupella Maggio           | Tábori Nóra      |
| Titta Biondi                            | Bruno Zanin              | Gyabronka József |
| Patacca, Titta nagybátyja               | Nando Orfei              | Versényi László  |
| Teo, Titta nagybátyja                   | Ciccio Ingrassia         | Kautzky József   |
| Ninola „Vegye-vigye” fodrászlány        | Magali Noël              | Bánsági Ildikó   |
| Trafikosnő                              | Maria Antonietta Beluzzi | Pécsi Ildikó     |
| Fighetta, görögtanár                    | Ferdinando Villella      | Gera Zoltán      |
| Filozófiatanár                          | Mauro Misul              | Szatmári István  |
| Művészettanárnő                         | Fides Stagni             | Komlós Juci      |
| Biscein                                 | Gennaro Ombra            | Szerednyey Béla  |
| Signora De Leonardis, matematikatanárnő | Dina Adorni              | Schubert Éva     |
| Naso                                    | Alvaro Vitali            | Tahi József      |
| Lovignano gróf                          | Antonino Faà di Bruno    | Koroknay Géza    |
| Gina                                    | ?                        | Földessy Margit  |
| Ronald Coleman, mozitulajdonos          | Mario Liberati           | Fülöp Zsigmond   |
| Fasiszta vezető                         | Ferruccio Brembilla      | Velenczey István |
| Ügyvéd úr                               | Luigi Rossi              | Tyll Attila      |
| Don Baravelli                           | Gianfilippo Carcano      | ?                |
| Volpina, prostituált                    | Josiane Tanzilli         | ?                |
| Titta nagyapja                          | Giuseppe Ianigro         | ?                |
| Giudizio                                | Aristide Caporale        | ?                |
| Vak harmonikás                          | Domenico Pertica         | Kenderesi Tibor  |
| A herceg                                | Marcello Di Falco        | ?                |
| Oliva, Titta öccse                      | Stefano Proietti         | ?                |
| Ovo                                     | Bruno Scagnetti          | ?                |
| Ciccio                                  | Fernando De Felice       | ?                |
| Gigliozzi                               | Bruno Lenzi              | ?                |
| Poltavo gróf fia                        | Gianfranco Marrocco      | ?                |
| Candela                                 | Francesco Vona           | ?                |
| Aldina Cordini                          | Donatella Gambini        | ?                |
| Federale                                | Antonio Spaccatini       | ?                |

- További magyar hangok: Győri Ilona, Jani Ildikó, Kassai Károly, Komlós András, Konrád Antal, Makay Sándor, Márkus Ferenc, Miklósy György, Orosz István, Pálok Sándor, Somogyvári Pál, Sugár László, Varga T. József

## Fontosabb díjak és jelölések

### Oscar-díj
- 1975 díj a legjobb idegen nyelvű filmnek
- 1976 jelölés Federico Fellini (legjobb rendező)
- 1976 jelölés Federico Fellini, Tonino Guerra (legjobb eredeti forgatókönyv)

### Bodil-díj
- 1975 díj a legjobb európai filmnek

### David di Donatello-díj
- 1974 díj Federico Fellini (legjobb rendező)
- 1974 díj a legjobb filmnek (megosztva a Kenyér és csokoládé című filmmel)

### Golden Globe-díj
- 1975 jelölés a legjobb idegen nyelvű film díjára

### Ezüst Szalag díj
- 1974 díj Federico Fellini (legjobb rendező)
- 1974 díj Federico Fellini, Tonino Guerra (legjobb eredeti forgatókönyv)
- 1974 díj Gianfilippo Carcano (legjobb új színész)

### Francia kritikusok díja
- 1975 díj Federico Fellini (legjobb külföldi film)

### KCFCC-díj
- 1975 díj a legjobb idegen nyelvű filmnek

### New York-i kritikusok díja
- 1974 díj a legjobb filmnek
- 1974 díj Federico Fellini (legjobb rendező)